# Glyphocrangon nobilis
Glyphocrangon nobilis är en kräftdjursart som beskrevs av Alphonse Milne-Edwards 1881. Glyphocrangon nobilis ingår i släktet Glyphocrangon och familjen Glyphocrangonidae. Inga underarter finns listade i Catalogue of Life.